# 12843 Ewers
12843 Ewers este un asteroid din centura principală de asteroizi.

## Descriere
12843 Ewers este un asteroid din centura principală de asteroizi. A fost descoperit pe 9 aprilie 1997 la Kitt Peak National Observatory în cadrul proiectului Spacewatch. El prezintă o orbită caracterizată de o semiaxă mare de 2,48 ua, o excentricitate de 0,12 și o înclinație de 3,1° în raport cu ecliptica.